# Louis Bonnefon Craponne
Louis Maurice Bonnefon Craponne, noto anche come Luigi Bonnefon (Alès, 11 aprile 1873 – Parigi, 7 luglio 1952), è stato un imprenditore e dirigente pubblico francese naturalizzato italiano.
Fu il primo presidente di Confindustria, all'epoca nota come Lega industriale e poi Confederazione Italiana dell'Industria.

## Biografia
Figlio di francesi valdesi trasferitesi in Piemonte, fondò nel 1901 la ditta tessile "B. Craponne e Viganò" con stabilimenti a Torino e dintorni. A Torino fu anche titolare di una casa bancaria e finanziaria. Tra il 1902 e il 1906 si stavano sperimentando in Italia, e a Torino in particolare, i primi esempi di sodalizi fra industriali, specialmente su base settoriale: Bonnefon fu presidente dell'Associazione serica e bacologica del Piemonte e nel 1906 della Lega industriale di Torino; il 5 maggio 1910 diventò presidente della Confederazione Italiana dell'Industria, prodromo della Confederazione Generale dell'Industria Italiana.
Mantenne questa carica fino al 1913, anno in cui Giovanni Giolitti ordinò la sua espulsione dall'Italia: Bonnefon aveva deciso che non si cedesse alle richieste dei sindacati che, in quell'anno, avevano indetto quello che sarebbe stato ricordato come lo sciopero più lungo della storia d'Italia. Per sbloccare la trattativa, in vista delle imminenti elezioni (le prime a suffragio universale) Giolitti, espulse Bonnefon affermando che egli aveva mancato di rispetto al Paese che lo ospitava, quando invece avrebbe dovuto comportarsi in modo tale da «non eccitare o invelenire le agitazioni degli operai, suscettibili di gravi effetti politici e sociali».
Nel 1916 pubblicò, in Francia, un saggio sui lavoratori italiani. Nel 1928 fu presidente dell'Office national du commerce extérieur in Francia. Cominciò poi una carriera presso il Ministero del Commercio francese, dove divenne direttore nel 1933, per poi passare al Ministero delle Finanze nel 1940.